# Bouasone Bouphavanh

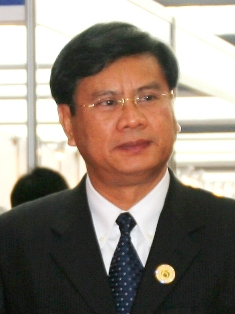
Bouasone Bouphavanh

Bouasone Bouphavanh (laotisch ບົວສອນ ບຸບຜາວັນ; * 3. Juni 1954 in Ban Tao Poun, Provinz Salavan) war von 2006 bis 2010 der Premierminister von Laos. Er wurde am 8. Juni 2006 von der Nationalversammlung ernannt. Er trat an die Stelle von Boungnang Vorachith, der Vizepräsident wurde. Seit 3. Oktober 2003 war er erster stellvertretender Regierungschef, davor dritter stellvertretender Regierungschef und Chef des Staatlichen Planungs-Komitees.
Ausgebildet wurde er in der Sowjetunion. Er ist Teil der neuen Führungsgeneration der Laotischen Revolutionären Volkspartei. Im Politbüro rangiert er auf Platz sieben. 1975 spielte er, kurz bevor Vientiane an die Pathet Lao fiel, eine Schlüsselrolle als Studenten-Aktivist gegen das vorherige Regime. Er ist ein Schützling des früheren Partei-Chefs Khamtay Siphandone.
Am 23. Dezember 2010 trat Bouphavanh überraschend aus familiären Gründen zurück, sein Nachfolger wurde der bisherige Parlamentspräsident Thongsing Thammavong.